# یک شب در استوا
یک شب در استوا (انگلیسی: One Night in the Tropics) فیلمی در ژانر کمدی به کارگردانی ای ادوارد سادرلند محصول سال ۱۹۴۰ است.